# Altaria
Altaria je bio power metal sastav iz Finske, osnovan 2000. godine. Grupa je objavila ukupno četiri studijska albuma. U siječnju 2008., sastav je odlučio raskinuti ugovor s diskografskom kućom Metal Heaven a da pri tom nije naveo razloge.

## Članovi
- Marco Lupenero - vokal, bas-gitara
- Juha Pekka Alanen - gitara
- Petri Aho - gitara
- Tony Smedjebacka - bubnjevi

## Diskografija
Studijski albumi
- Invitation (2003.)
- Divinity (2004.)
- The Fallen Empire (2006.)
- Unholy (2009.)

Demo uradci
- Sleeping Visions (2001.)
- Feed the Fire (2002.)

Kompilacije
- Divine Invitation (2007.)

## Vanjske poveznice
- Službena stranica
- Službene stranice